# Musée de Las Encartaciones
 (juillet 2021).
 (juillet 2021).
Pour les articles homonymes, voir Musée de Las Encartaciones.
Le musée de Las Encartaciones (anciennement connue sous le nom Casa de Juntas d’Avellaneda) est situé dans l'ancienne maison des assemblées d'Avellanedaaussi appelé Palais des Conseils d'Avellaneda (ou Abellaneda). Inauguré en 1994, il est situé dans la municipalité de Sopuerta dans la région d'Enkarterri, Biscaye, en Espagne, à la frontière avec la commune de Zalla.

## Historique
Avec la modernisation des structures politiques au début du XVIe siècle, de nouveaux besoins apparaissent, comme la création d'un espace fixe et fermé pour permettre aux représentants des Vallées et des Conseils des Encartaciones de se réunir pour traiter des affaires politiques de la région.
Une maison de réunion est construite vers 1500. En 1590, la construction d'un bâtiment additionnel est commandée, et sera achevée en 1635 avec la pose des armes sur la façade. Ce bâtiment est un grand manoir de construction cubique avec un arc en plein centre, suivant principalement les canons architecturaux de la Renaissance. Une prison à l'étage inférieur et les juntes, au-dessus, en forment les deux étages. En face, un ermitage, appelé l'Ange, est construit. Il est entièrement rénové en 1675 et 1676. Ladite "Posada de los Junteros est construite au XVIIIe siècle. Elle est aujourd'hui devenue un hôtel et une maison rurale. Avec la "Casa del Corregidor", ils constituent les bureaux actuels du Musée de Las Encartaciones.
Le XVIIIe siècle est une période conflictuelle : les Conseils se disputent constamment à propos de la suppression des conseils d'administration. La question de fusionner avec les Conseils de Gernika, comme ceux de Duranguelda le font en 1629, se pose. Enfin, après de nombreux conflits, il est décidé en 1801 de supprimer les conseils et d'intégrer complètement chaque municipalité dans les conseils de Guernica.
Avec l'abolition des Conseils généraux, le bâtiment entre dans un processus de délabrement que le Conseil Départemental réussit à arrêter au début du XXe siècle. À cette époque, une rénovation majeure est commandée à l'architecte Antonio Carvelaris, qui restaure son aspect d'origine. Des années plus tard, il est décidé de transformer la "Casa de Juntas" en un musée, présentant notamment des personnalités religieuses de Las Encartaciones.
La guerre civile espagnole et l'après-guerre affectent le bâtiment. En effet, dans les années 1940, plusieurs rénovations sont effectuées. Un loft est construit sur le toit. Au milieu du XXe siècle, l'architecte Eugenio de Aguinaga est chargé de rénover le bâtiment. Les travaux durent jusqu'au début des années 1960. Le musée rouvre ensuite sous le nom de Avellaneda Board House Museum.
En 1989, mandatés par le Conseil provincial de Biscaye, à qui le musée appartient, les architectes Javier Muñoz et Josu Urriolabeitia réalisent la dernière rénovation majeure du bâtiment dans l'objectif de le transformer en musée moderne, dynamique et capable de mener diverses activités. Ils réhabilitent ainsi l'intérieur des installations (Casa de Juntas et Casa del Corregidor) et ajoutent un nouveau corps d'allure moderne devant la tour. Le musée est inauguré en 1994 sous le nom de Musée de Las Encartaciones.